# Décès en février 1989
Décès
- 1985
- 1986
- 1987
- 1988
- 1989
- 1990
- 1991
- 1992
- 1993

Pour une information complémentaire, voir la page d'aide.

| Date       | Nom                | Activités                                                                                        | Âge | Source |
| ---------- | ------------------ | ------------------------------------------------------------------------------------------------ | --- | ------ |
| 3 février  | John Cassavetes    | Acteur et réalisateur américain                                                                  | 59  |        |
| 5 février  | André Cayatte      | Réalisateur français                                                                             | 80  |        |
| 5 février  | André Cheuva       | Footballeur international puis entraîneur français                                               | 80  |        |
| 7 février  | Robert Oubron      | Coureur cycliste français                                                                        | 75  |        |
| 8 février  | Cyril Luckham      | Acteur britannique                                                                               | 81  |        |
| 9 février  | Osamu Tezuka       | Dessinateur de manga japonais                                                                    | 60  |        |
| 14 février | James Bond         | Ornithologue américain, célèbre pour avoir donné son nom au héros de Ian Fleming                 | 89  |        |
| 18 février | Mildred Burke      | catcheuse américaine                                                                             | 73  |        |
| 20 février | Harold Christensen | Danseur, chorégraphe et maître de ballet américain                                               | 84  |        |
| 20 février | Amanda Blake       | Actrice américaine                                                                               | 60  |        |
| 21 février | Otar Taktakichvili | Compositeur, professeur et chef d'orchestre soviétique d'origine géorgienne                      | 64  |        |
| 22 février | Claude Lalouet     | Violoncelliste française et organiste titulaire de l'Église Saint-Bernard-de-la-Chapelle à Paris | ?   |        |
| 23 février | Giuseppe Cerami    | Homme politique italien                                                                          | 64  | (it)   |
| 25 février | Robert Foulk       | Acteur américain                                                                                 | 80  |        |
| 26 février | Éloi Meulenberg    | Coureur cycliste belge                                                                           | 76  |        |
| 26 février | Mouloud Mammeri    | Écrivain, anthropologue et linguiste algérien                                                    | 86  |        |
| 27 février | Konrad Lorenz      | Fondateur de l'éthologie moderne, Prix Nobel, autrichien                                         | 85  |        |
| 27 février | Joe Silver         | Acteur américain                                                                                 | 66  |        |
| 28 février | Pak Se-yong        | Poète et homme politique nord-coréen                                                             | 86  |        |
| 28 février | Louis Thomas       | Architecte et peintre français                                                                   | 96  |        |